# Анджелкович, Коча
Коча Анджелкович (серб. Коча Анђелковић, Koča Anđelković; 1755, Ягодина — 7 сентября 1788, Текия) — деятель сербского национально-освободительного движения против османского ига.

## Биография
Занимался торговлей скотом.
Незадолго до начала Австро-турецкой войны 1787—1791 годов эмигрировал в Австрию, где вступил в сербский добровольческий отряд и принял участие в двух австрийских экспедициях для захвата Белграда. Став капитаном австрийской армии, во время войны во главе отряда добровольцев сражался в Сербии, затем в Банате. Был захвачен в бою турками и казнен (посажен на кол).
По его имени Австро-турецкая война 1787—1791 годов получила в Сербии название Кочиной войны (серб. Кочина кpajинa). Также ему посвящена сербская народная песня «Капетан Коча путује».